# Tierras Morenas
Tierras Morenas es un distrito del cantón de Tilarán, en la provincia de Guanacaste, de Costa Rica.

## Geografía
Tierras Morenas cuenta con un área de 83,32 km² y una altitud media de 685 m s. n. m.

## Demografía
Para el año 2022, Tierras Morenas cuenta con una población estimada de 1295 habitantes, y para el último censo efectuado, en 2011, Tierras Morenas contaba con una población de 1358 habitantes.

## Localidades
- Poblados: Aguacate, Aguas Gatas (parte), Bajo Paires, Guadalajara, Montes de Oro (parte), Paraíso (parte), Río Piedras, Sabalito.

## Transporte

### Carreteras
Al distrito lo atraviesan las siguientes rutas nacionales de carretera:
- Ruta nacional 142
- Ruta nacional 927